# セイヨウシミ
セイヨウシミ（西洋紙魚 Lepisma saccharina）は、シミ目（または総尾目 Thysanura）シミ亜目シミ科に属する昆虫である。その名前が示すように本来はヨーロッパ原産とされるが、人間や物の移動に伴って世界中に広がった。日本でも人家を中心に生息し、在来種であるヤマトシミよりも多く見られる場合もある。
行動は敏捷で、光を避ける性質（負の走光性）がある。英語では「銀の魚 (silverfish)」と呼ぶが、これはその体形や、光沢のある“鱗”をまとった様子、魚が泳ぐような走り方などに由来し、「紙魚」というのと同じ発想である。一方、種小名のsaccharinaは、「砂糖」を意味するギリシア語 saccharon からの命名で、本種が砂糖や澱粉食品など、炭水化物のあるところに住んでいることから名付けられた。この類は昆虫の中でも原始的なグループで、3億年前から存在している。

## 形態
体は細長く小さなエビのような形をしており、上下にやや平たい。全体としては他の昆虫同様、頭、胸（前胸・中胸・後胸の3節）、腹（10節）の3つの部分からなる。一見してよく目立つのは後端にある3本の尻尾で、中央のものを尾糸（びし）、左右の2本を尾毛（びもう）と呼ぶ。これらの尻尾を除いた体長はおよそ1cmである。頭部前端にある触角は細長い糸状を呈する。頭部下面の口の近くには、小腮鬚と呼ばれる太いヒゲ状のものがある。
一番前の四角い小さい節が頭部である。眼は頭部の両側に複眼があるだけで、一見姿の似ているイシノミ類にあるような単眼はもっていない。胸部は頭部よりずっと幅広く、前・中・後胸には他の昆虫と同様にそれぞれ1対ずつ、全部で3対の脚が付いている。腹部は10節に分かれており、背面の各節後縁には少数の短い剛毛がある（在来種のヤマトシミでは、この剛毛の数が多く、部分的に櫛状に並んで生える）。
体表の金属光沢は銀色の鱗粉によるが、この鱗粉は三回目の脱皮の後で初めて出現する。鱗粉は落ち易く、人の指などで摘まれそうになっても、鱗粉を落としながらスルリと逃げることができる。本種も含めシミ目の昆虫はすべて翅をもたないが、これは退化したのではなく、翅が進化する以前の形態をとどめているのである。

## 成長
卵から生まれた幼虫は成虫とほぼ同じ形で、蛹などの段階を経ずに、そのまま脱皮を繰り返し成虫となる無変態である。生息環境にもよるが、セイヨウシミは成虫となるのに少なくとも4ヶ月必要で、時には、最大で3年が必要な場合もある。室温では、この昆虫は1年以内に成虫に成長する。生存期間はおよそ2年から8年である。寿命一杯に生きた場合、大体8回の脱皮を行う。しかし、絶えず成長し続けるので、一年に最大4回脱皮できる。
温度が摂氏25度から30度のあいだの時、雌は、およそ百個ほどの卵を、割れ目などに好んで生み付ける。寒冷で乾燥した環境下では、セイヨウシミは生殖が不可能である。

## 食物
セイヨウシミが好む食物は、接着剤のなかの糊精、膠、本の装丁、写真に使われる糊や、砂糖、髪、ふけ、埃など、多糖類や澱粉を含む物質である。とはいえ、セイヨウシミは、綿や麻布、絹そして人工繊維などの物質も食用にし、死んだ昆虫や、それ自身の抜け殻さえも食べる。飢えている場合は、皮革製品や、人工繊維で造った織物さえ食べて傷める。しかし、体に目立った影響もなく、数ヶ月に渡る絶食を耐えることができる。

## 生息環境
近縁のマダラシミThermobia domesticaと非常によく似ていて、主に人間の住居内に現れる。床のタイルの切れ目や割れ目が、セイヨウシミにとって生存可能な環境である場合は、冷蔵庫の下や、十分暖められたトイレの中などで、とりわけよく見つかる。本やタペストリーや織物を、好んで齧り取る。（マダラシミは、より暖かい環境を好み、小麦粉やパンを餌にできるパン屋で見つけられる）。冒頭に述べたように、現在は世界的に分布しており、日本でも北海道から八重山諸島まで全国的に生息する。家屋の内部やその周辺のほか、森林の樹皮下などにも見られる。

## 生殖

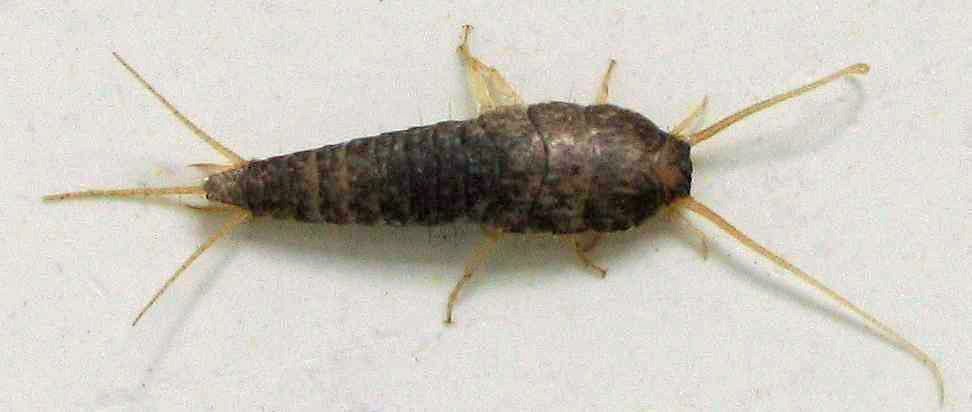
鱗粉がはげてきているセイヨウシミ

セイヨウシミは夜行性であるため、その配偶行動は長い間知られていなかったが、1965年にVon H. Sturm によって報告された。
雄と雌は、配偶行動のあいだ中、興奮して走り回る。交尾や直接的な交接はせず、雄は糸を吐いて作った構造物のなかに薄膜（gossamer）で包まれた精子カプセル（sperm capsule）である精包（精莢, spermatophore）を放置する。雌は様々な化学物質の働きによってこの精包を見つけ、自身に取り込み受精する。いわば「間接的な交接」ともいうべきものである。

## 天敵
セイヨウシミの天敵としては、ハサミムシの一種であるヨーロッパクギヌキハサミムシForficula auriculariaが知られている。

## 駆除法
害虫として普通見なされているが、セイヨウシミによる被害はごく僅かであり、人間の健康に影響を与えることもない。しかし、虫嫌いの人にとっては、精神的な苦痛の原因である。ビル内部では、セイヨウシミは、湿気があって、利用可能な割れ目がある環境でのみ生存できる。この二つの条件が取り除かれると、セイヨウシミは姿を消す。その他の方法は、セイヨウシミを駆除するか、生息数を大幅に減らすことができるが、これは一時的なことである。
- 1対1の割合でホウ砂と砂糖を混ぜたものを散布すると、セイヨウシミを殺すのに有効な餌となる。
- 塩化アンモニウム溶液の臭いは、24時間以内にセイヨウシミを駆逐する。
- セイヨウシミを捕らえるには、濡らした白い綿の布に漆喰（プラスター）を散布し、隠れ家近くの部屋の隅などに一晩置いておく。
- 漆喰などが準備できないときは、市販のゴキブリ用粘着捕獲器を代用して捕らえることもできる。
- セイヨウシミを捕らえる別のうまい方法は、隠れ家の横の床板に、すりつぶしたジャガイモを一晩置くことである。セイヨウシミは、ジャガイモを食べるため内部に這い込むので、翌朝、中にセイヨウシミが入り込んだジャガイモをそのまま虫と一緒に棄てればよい。

## 分類
日本産のセイヨウシミ属Lepismaには、外来種の本種のほか、在来種のキボシアリシミL.albomaculata (Uchida,1943) が沖縄県（那覇市）から知られている。この種は体長1.3～2mmの微小種で、尻尾が短く、腹部の第1節と第6節の背面に中央で途切れる白っぽい帯がある。ヒメアリ属の一種の巣の中から見つかった好蟻生の種で、インドに近縁種がいるという。